# 血糖

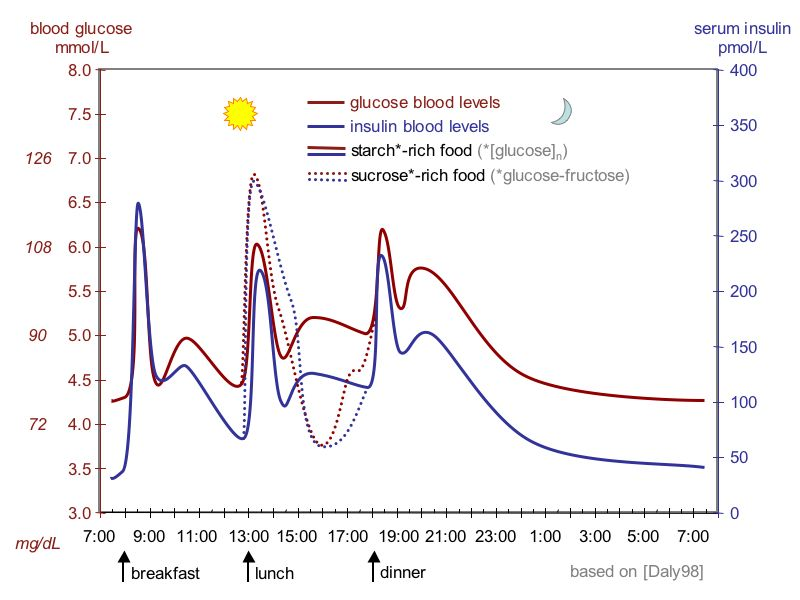
一天中（三餐）人体血糖（红色）和胰岛素（蓝色）浓度变化的理想曲线。而实线表示进食富含淀粉食品的情況,虚线表示进食富含蔗糖食品的情况。

血糖（blood sugar，glycemia）是指血液中的葡萄糖（blood glucose），也是血糖浓度的简称。消化後的葡萄糖由小肠进入血液，并被运输到机体中的各个细胞，是细胞的主要能量来源。

## 度量单位
国际标准单位是毫摩尔/升（mmol/L）。美国采用毫克/分升（ mg/dL）。由于葡萄糖分子C6H12O6是180 g/mol，所以1 mmol/L葡萄糖约等于18 mg/dL。

## 血糖浓度
在人体中，血糖的浓度是被严格控制的，通常正常人空腹血糖（fasting blood glucose）约在70～100毫克/分升（3.9～5.5mmol/L）左右，即血糖的恒定性。循环血液中正常的葡萄糖含量为3.3-7.05克（假设人体含血量为5升，相当于男子的平均含血量）。血糖浓度在进食一到两个小时后升高，而在睡眠結束後降到最低。
血糖浓度失调会导致多种疾病。如持续血糖浓度过高的高血糖和过低的低血糖。而由多种原因导致的持续性高血糖就会引发糖尿病，这也是与血糖浓度相关的最显著的疾病；而低血糖則會出現頭暈、注意力不能集中甚至休克等徵狀。
除了葡萄糖外，血液中实际上还含有一定量的果糖和半乳糖，但只有葡萄糖的浓度水平可以作为代谢调节（通过胰岛素和胰高血糖素来调节）的信号。
人在极度紧张，恐惧，劳累的状态下，会使肾上腺激素激增，阻止胰岛素生成，从而影响血糖值。
有研究指出进食过快会影响血糖值，进食过快会使糖分吸收延时，还可能导致一次性大量糖分涌入血液中，当短时间内快速摄入大量碳水时，人体一下子来不及分泌太多胰岛素来应对，就容易出现更高的血糖高峰，人体在短期内分泌大量胰岛素，还会加重胰腺负担，造成血糖较大波动，从而增加罹患糖尿病的几率，同时也影响食物营养成分的充分吸收。研究结果也显示进食过快的人发展为糖尿病前期的风险远远高于一般人。

## 调控
人每天都要摄入各类含糖或淀粉的食物，这些食物再经过消化系统后，被转化为葡萄糖等单糖，并进入血液。但实际上，人体中血糖的浓度通常被控制在一个很窄的范围内（800-1200毫克/升），只是在饭后一段时间内会暂时升高（1200毫克/升）。要如此精确地控制血糖浓度，保持体内平衡（在血糖浓度升高时，多余的糖分会被转化为糖原或脂肪储存起来；而当血糖浓度降低时，存储的糖原又会重新被转化为葡萄糖来补充血糖），需要许多调控途径，而激素调控是其中最为重要的一种。
有两种作用相反的激素能够调节血糖浓度：
- 分解代谢类激素，如胰高血糖素、生长因子和儿茶酚胺等，可以提高血糖浓度；
- 胰岛素（一种合成代谢类激素），可以降低血糖浓度。

## 测量
血糖检查是血液检查的一种，可以通过全血、血清或血浆样品来测量其中的葡萄糖浓度。主要的检查方法为化学法和酶法。化学法是利用葡萄糖在反应中的非特异还原性质，加入显色指示剂，通过颜色的变化来确定其浓度。但血液中也含有其他还原性物质，如尿素（特别是尿毒症病人的血液）等，因此化学法的误差为50-150毫克/升，影响结果的准确性。相比之下，酶法与葡萄糖有很高的结合特异性，避免了其他物质的干扰，所以没有这一问题。目前常用的酶为葡萄糖氧化酶（Glucose Oxidase）和己糖激酶（Hexokinase），这两种方法已成为医院和实验室中常见的血糖检测方式。
常用的血糖检测设备分为三大类。第一类是便携式血糖仪（Glucometer），主要通过采血笔从指尖采集一滴血，滴在试纸上插入血糖仪，即可获得血糖读数；第二类是连续血糖监测仪（CGM, Continuous Glucose Monitoring），通过贴附在皮肤上的微型传感器，连续监测体液中的葡萄糖浓度，适用于糖尿病患者的长期管理；第三类是医院使用的全自动生化分析仪，这类设备多采用酶法，检测精度高，适合进行标准化的血清或血浆葡萄糖浓度测定。
在血糖指标方面，空腹血糖（fasting blood glucose）濃度是通用的体内葡萄糖平衡的指示，标准值为700-1100毫克/升（70-110 mg/dl）。检测值过高或过低都可能与疾病相关。LOINC术语标准对于血清/血浆空腹血糖检测项目的定义和编码请参见这里。
正常血糖
對於大多數人而言，餐前每分升80至99毫克糖和餐後80至140毫克/分升是正常的。美國糖尿病協會表示，大多數未懷孕的糖尿病成年人在餐前應服用80至130毫克/分升，在餐後1-2小時應少於180毫克/分升。 
飯前和飯後血糖水平的這些變化反映了人體吸收和儲存葡萄糖的方式。進食後，您的身體將食物中的碳水化合物分解成較小的部分，包括葡萄糖，小腸可以吸收。
日本医学界的研究认为空腹血糖值为100–109mg/dL（5.6–6.1 mmol/L）的患者被归类为正常类别中的“正常高值”类别，尽管“正常高值”被归类为正常类别中，但因其血糖水平高于正常类别，处于“正常高值”类别内的患者有罹患糖尿病的风险，即正常的空腹血糖值应低于100毫克/分升（5.6毫摩尔/升），若高于100毫克/分升（5.6毫摩尔/升）则为糖尿病前期患者。

## 相关疾病
| 持续性高血糖                       | 暂时性高血糖 | 持续性低血糖                     | 暂时性低血糖                     |
| ---------------------------------- | ------------ | -------------------------------- | -------------------------------- |
| 糖尿病                             | 嗜铬细胞瘤   | 胰岛素瘤                         | 急性酒精中毒                     |
| 庫興氏症候群（肾上腺皮质功能亢进） | 严重肝病     | 阿狄森氏病（肾上腺皮质功能不全） | 药物（水杨酸盐、抗结核药）副作用 |
| 甲状腺功能亢进                     | 急性应激反应 | 垂体前叶功能减退症               | 严重肝病                         |
| 肢端肥大症                         | 休克         | 半乳糖血症                       | 多种糖原累积症                   |
| 肥胖症                             | 癫痫         | 肿瘤产生的异位胰岛素             | 遗传性果糖不耐受                 |

## 与心理学的联系
血糖是很多心理过程的重要因素。耗意志力的行为会降低血糖浓度，而较低的血糖浓度可以预测被试者在需要意志力的任务上表现更差；同时，饮用葡糖糖溶液等将补充血糖，提高任务表现。